# De gemaskerde koala
De gemaskerde koala is een  stripverhaal uit de reeks van Jerom.

## Locaties
Dit verhaal speelt zich af op de volgende locaties:
- stad, circus, kasteel en park van Helpendael

## Personages
In dit verhaal spelen de volgende personages mee:
- Jerom, tante Sidonia, Odilon, professor Barabas, Kolo (koala, circusartiesten, clown, circusdirecteur

## Het verhaal
Jerom en Odilon zien een optocht, want het circus komt naar de stad. Er vertrekt een wagen vanaf het circus en circusartiesten zetten een kooi in het park van Helpendael. Tante Sidonia heeft spinazie gemaakt en Odilon en Kolo vinden dat niet lekker. Kolo gaat naar het park en komt per ongeluk in de kooi terecht. De vrienden missen hem en zien de kooi, waarna ze een oproep via de radio verspreiden. Dan ziet Jerom een bord van het circus, er wordt reclame gemaakt over een gemaskerde koala die als levend projectiel wordt afgeschoten. Jerom gaat naar het circus en ziet de koala, maar deze reageert niet als hij hem roept. Odilon ziet dat de kooi van het circus is, maar hoort van Jerom dat Kolo daar niet is. Toch wil hij op onderzoek en trekt een clownspakje aan. Hij wordt aangenomen in het circus en klimt naar de nok van de tent en springt door een brandende hoepel. Odilon slaapt 's nachts niet en gaat op onderzoek uit. Hij ziet dat de gemaskerde koala wordt bewaakt. 
De volgende dag vertelt een medewerker aan de circusdirecteur dat de nieuwe medewerker niet vertrouwd kan worden, ze hebben het strikje van Odilon bij de kooi van de gemaskerde koala gevonden. De directeur vertelt dat Odilon een contract heeft, hij kan alleen ontslagen worden als zijn act niet goed gaat. De medewerkers willen hem laten falen en passen de instellingen van de springplank aan. Odilon komt niet door de brandende hoepel en het publiek is niet tevreden, waarna de directeur Odilon ontslaat. Odilon blijft in de buurt van de koala en merkt dat het dier dagelijks een injectie krijgt. Dan wordt Odilon ontdekt en hij komt bij de leeuw en een olifant terecht. De olifanten helpen Odilon en hij klimt op het dak van de circustent. 
Jerom staat met nog veel meer mensen in de rij voor de voorstelling en wil kijken wat Odilon doet. Dan ziet Jerom een mandje, deze wordt in de nok van de tent gehesen. Odilon belt naar de schoen van Jerom en vertelt dat de koala inderdaad Kolo is. Odilon vangt Kolo als hij wordt afgeschoten en neemt hem mee naar buiten. Jerom kan de circusmedewerkers tegenhouden, maar de directeur krijgt Kolo in handen en gaat naar zijn auto. Dan dreigt Jerom de circustent omver te trekken en de directeur geeft Kolo terug aan Odilon. Hij vertelt dat ze eens een eigen koala hadden, maar die is gestorven. Het nummer van de koala was uniek en daarom moest een nieuwe koala gevonden worden. Kolo was al tam en de directeur heeft spijt het diertje elke dag een injectie gegeven te hebben. Kolo's verdoving raakt uitgewerkt en het diertje herkent Odilon en knuffelt met hem. Jerom besluit het hierbij te laten en ze gaan terug naar huis. Tante Sidonia heeft een grote taart gebakken om te vieren dat Kolo terug is.